# Lößnitzperle
Die Lößnitzperle liegt in der Bahnhofstraße 11 im Stadtteil Kötzschenbroda der sächsischen Stadt Radebeul. Das historische Bahnhotelgebäude, heute ein Geschäftshaus, bildet eines der vier denkmalgeschützten Häuser an der Kreuzung der Meißner Straße mit der Bahnhofstraße nach Süden und der Moritzburger Straße nach Norden. Diese Kreuzung war zu DDR-Zeiten als Straßenzug denkmalgeschützt.

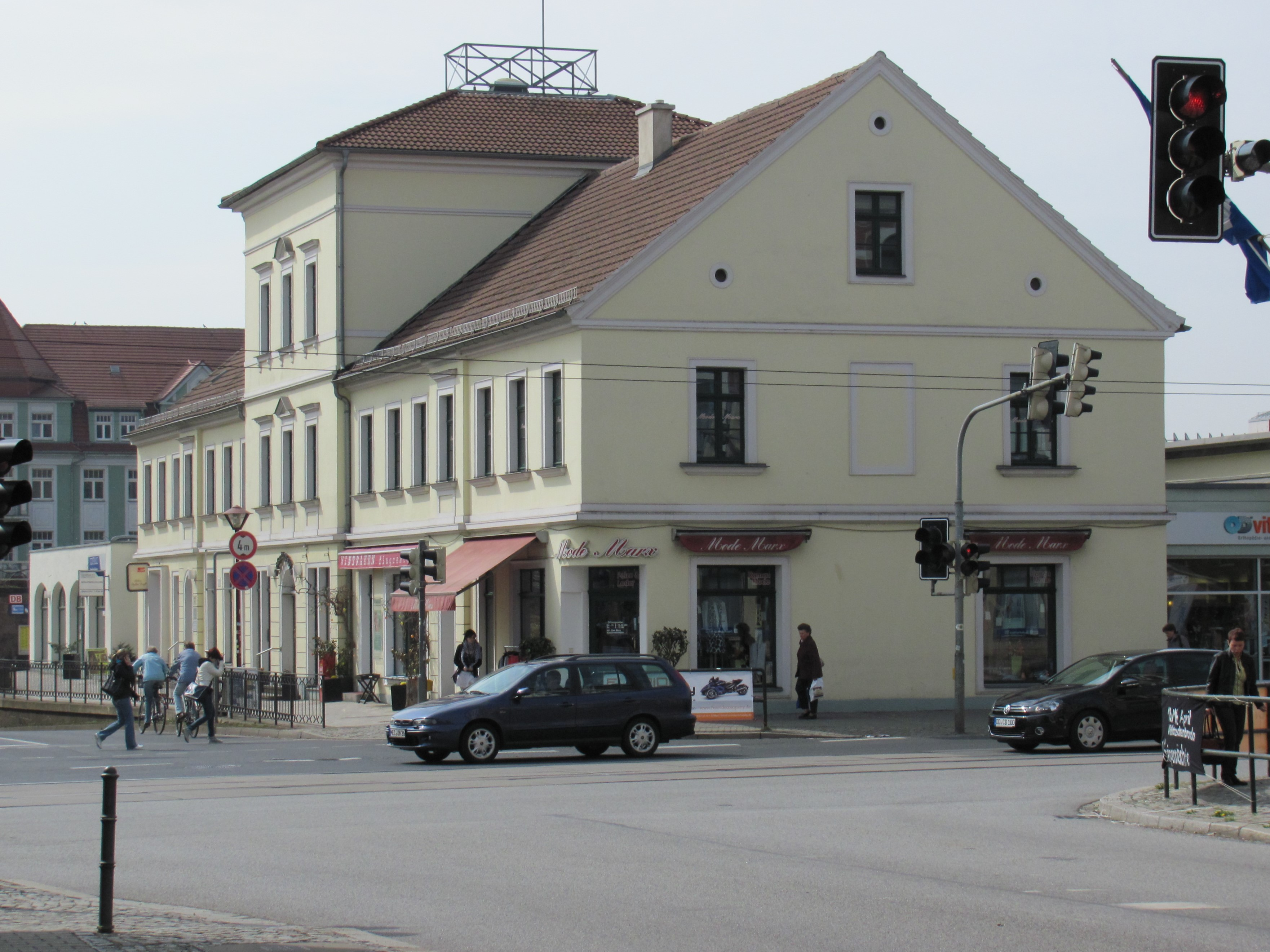
Lößnitzperle von der Kreuzung Meißner Straße aus

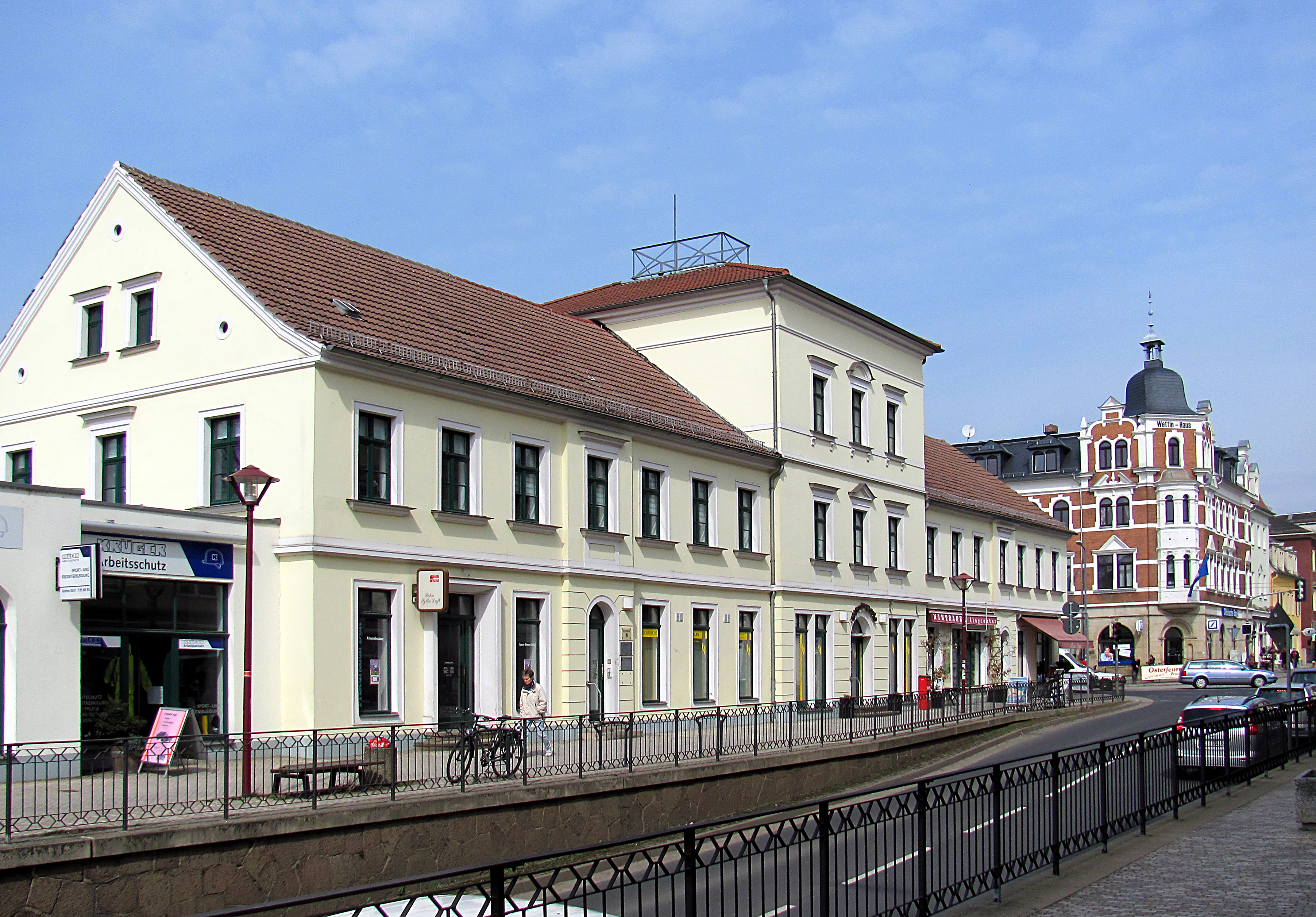
Lößnitzperle. Rechts über die Kreuzung hinweg: das Wettin-Haus

## Beschreibung

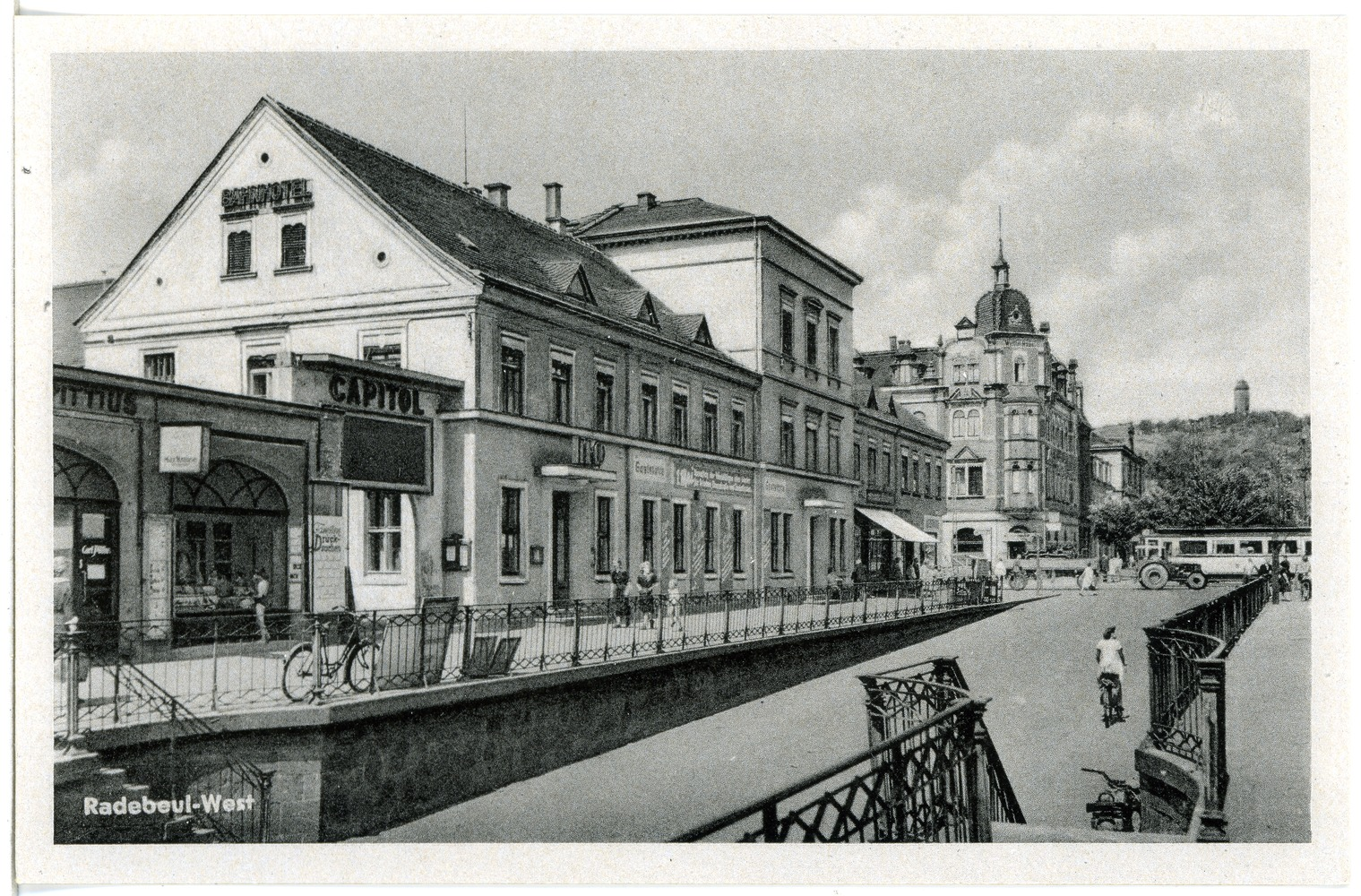
Capitol-Kino (1955)

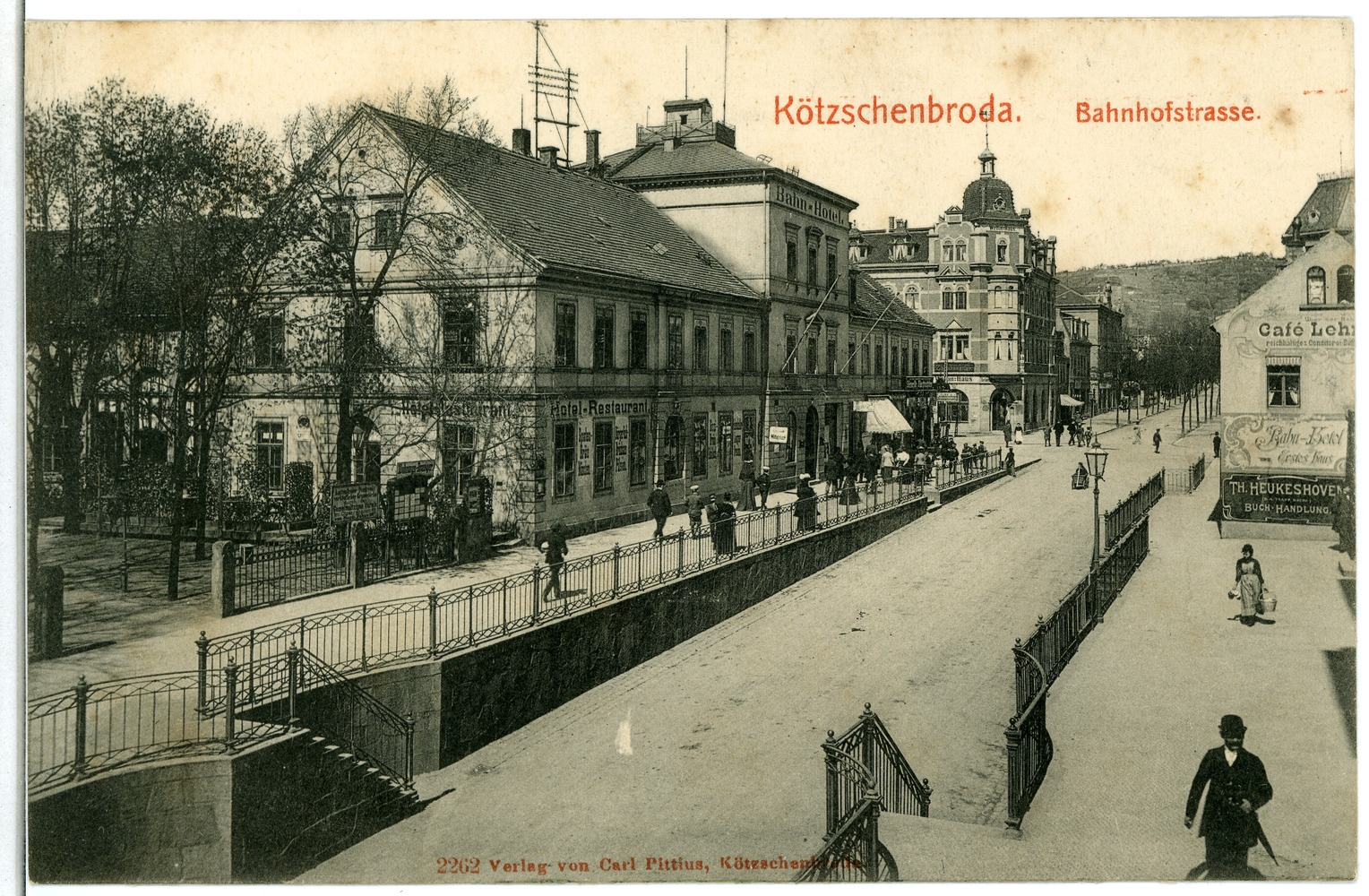
Bahn-Hotel (1902)

Das unter Denkmalschutz stehende Geschäftshaus liegt direkt am Bürgersteig der Bahnhofstraße. Die Straße selbst senkt sich davor ab, um unter der Eisenbahnbrücke die südlich liegenden Gleise der Bahnstrecke Leipzig–Dresden zu unterqueren.
Der langgestreckte, zweigeschossige Bau hat eine Länge von 17 Fensterachsen, die sich symmetrisch auf zwei Flügel mit je sieben Achsen und Satteldach aufteilen. Diese Flügel begleiten seitlich einen dreiachsigen Mittelbau von drei Geschossen Höhe, auf dem sich ein flaches Zeltdach mit einer umgitterten Dachplattform befindet. Das Gebäude ist drei Achsen tief. Die nördliche Giebelseite liegt an der Meißner Straße. Dort an der Gebäudeecke befindet sich über Eck einer der Ladeneingänge.
Der Putzbau wird durch Geschossgesimse gegliedert, dazu kommen Verdachungen im Mittelbau. Die Fenster des Obergeschosses zeigen kräftige Sohlbänke, außerdem werden sie durch Sandstein eingefasst. Das Dach ist mit Dachziegeln gedeckt.

## Geschichte
Im Jahr 1863 ließ sich Ernst Müller durch den Baumeister Moritz Große an jener Stelle das erste Restaurationsgebäude am Bahnhof Kötzschenbroda errichten. Dieses war ein zweigeschossiger Bau, der mit seinem Satteldach traufständig zur Bahnhofstraße stand. In der Mittelachse befand sich ein Rundbogenportal. „Dieser Bau dürfte in jetzigem enthalten sein.“ Das von Müller betriebene Bahnhotel mit Bahnhofsrestauration nannte sich im Jahr 1872 Bahnhotel „Victoria“. In jenem Jahr entstand im Garten des Bahnhotels das erste Bahnhofsempfangsgebäude.
Von 1926 bis 1990 gab es dort das Capitol-Lichtspieltheater, später Filmtheater Freundschaft genannt. Das Restaurant Lößnitzperle gab dem Bau seinen Häusernamen.